# Hindang
Hindang ist eine philippinische Stadtgemeinde in der Provinz Leyte. Sie hat 20.924 Einwohner (Zensus 1. August 2015). Zum Gemeindegebiet gehört Teile des Cuatro Islas Protected Landscape/Seascape. 

## Baranggays
Hindang ist politisch in 20 Baranggays unterteilt.
| - Anahaw - Anolon - Baldoza - Bontoc - Bulacan - Canha-ayon - Capudlosan - Himacugo - Doos Del Norte - Doos Del Sur | - Himokilan Island - Katipunan - Maasin - Mabagon - Mahilum - Poblacion 1 - Poblacion 2 - San Vicente - Tabok - Tagbibi |